# Jakob Christmann
Jakob Christmann   (Rheingau, novembre 1554 (Gregorià) - Heidelberg, 16 de juny de 1613) va ser un orientalista alemany, que també va realitzar treballs en el camp de l'astronomia.

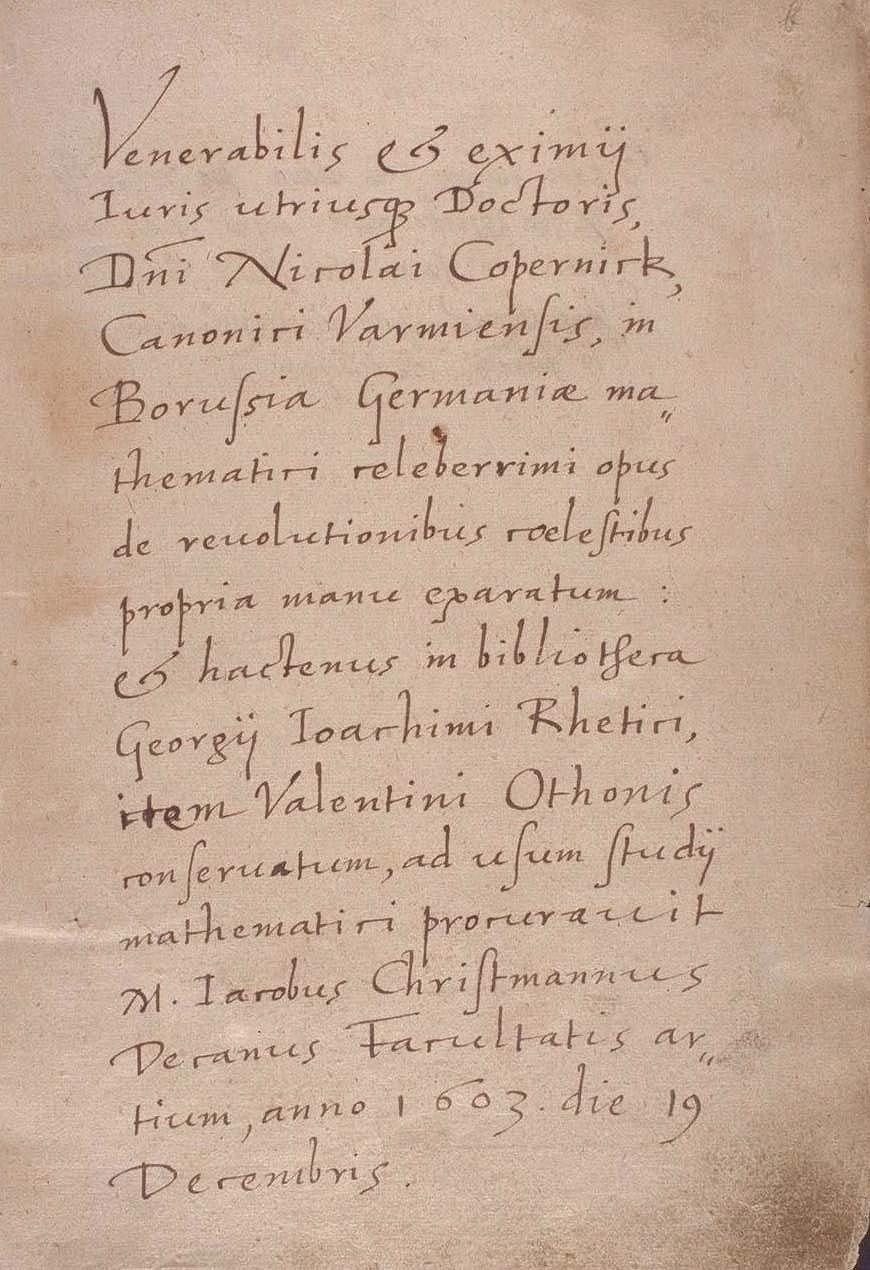
Nota de Christmann en el manuscrit De Revolutionibus Orbium Coelestium de Nicolau Copèrnic, de 1603.

Christmann era un jueu que es va convertir al cristianisme abans de 1578. Va estudiar disciplines orientals en el Collegium Sapientiae de la Universitat de Heidelberg i posteriorment va ser professor a la Dionysianum. Va anar a Basilea a estudiar amb l'humanista Thomas Erastus i posteriorment va continuar els seus estudis a Breslau, Viena i Praga. El 1578, el comte palatí Joan Casimir va fundar el Casimirianum reformat a Neustadt an der Haardt. Christmann es va incorporar al cos de professors del Casimirianum el 1582 i va dedicar la seva obra sobre gramàtica àrab, Alphabetum arabicum, als seus col·legues d'allà.

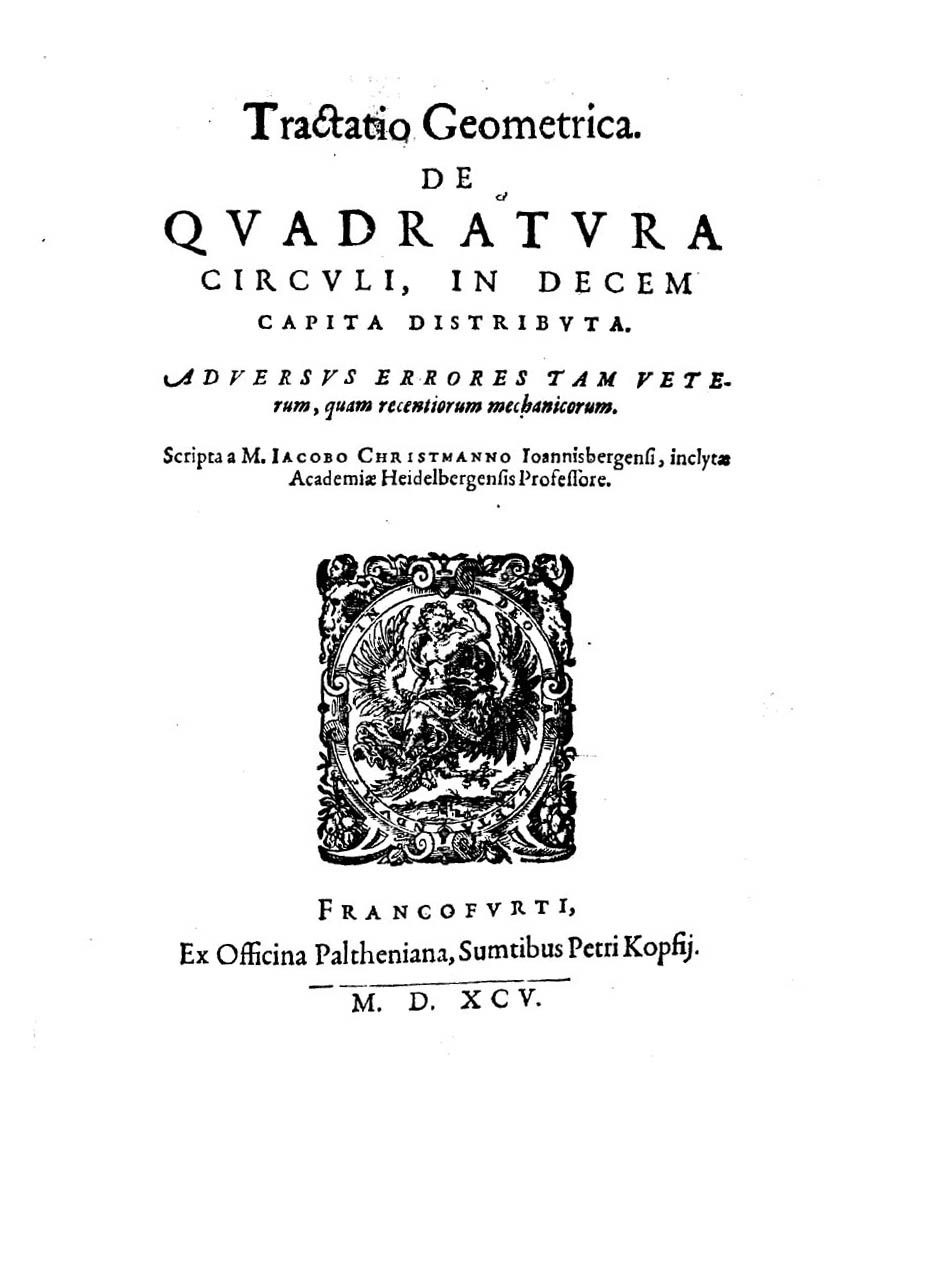
Tractatio geometrica de quadratura circuli, 1595

Tan bon punt la fe reformada tornà al Kurpfalz, el 1584 Christmann va tornar a Heidelberg per exercir com a professor en el Collegium Sapientiae. El 1585, després d'algunes discussions, Christman va ser designat professor d'hebreu a la universitat. Va compilar un catàleg amb els manuscrits de Guillaume Postel (1510-1581) que petició de l'Elector Frederic IV del Palatinat, va ser designat el segon professor a Europa d'àrab.
Un manuscrit de l'obra De Revolutionibus Orbium Coelestium de Nicolau Copèrnic, passà a través de l'astrònom Georg Joachim Rheticus a d'altres i va ser marcat el 16 de desembre de 1603 per Christmann amb el text Nicolai Copernick Canonici Varmiensis in Borussia Germaniae mathematici... . Des de 1953 aquesta obra es troba a Cracòvia a la biblioteca Jagelloniana (signatura: Ms. BJ. 10 000) on pot ser consultat en línia.

## Obres
- Alphabetum Arabicum cum isagoge Arabice legendi ac scribendi, Neustadt 1582
- Muhammedis Alfraganii Arabis chronologia et astronomiae elementa, Frankfurt 1590